# Bucculatrix parvinotata
Bucculatrix parvinotata är en fjärilsart som beskrevs av Braun 1963. Bucculatrix parvinotata ingår i släktet Bucculatrix och familjen kronmalar. Inga underarter finns listade i Catalogue of Life.